# انتخابات پارلمان اوکراین (۲۰۱۹)
انتخابات پارلمان اوکراین (انگلیسی: 2019 Ukrainian parliamentary election) در تاریخ ۲۱ ژوئیه ۲۰۱۹ برگزار گردید. این انتخابات در ابتدای ماه اکتبر پس از آغاز ریاست جمهوری کمدین اوکراینی، ولودیمیر زلنسکی، که درتاریخ ۲۱ مه ۲۰۱۹ در مراسم ادای سوگند خود، پارلمان اعلا (رادا) را منحل کرد.
به موجب قانون اساسی کنونی در سیستم تک پارلمانی اوکراین ۲۲۵ کرسی از طریق نظام تناسبی با لیست بسته احزاب و با کسب ۵ درصد آرا در سطح کشور انتخاب می‌شوند و ۲۲۵ کرسی دیگر نیز از طریق حوزه‌های انتخاباتی با سیستم نخست نفری انتخاب می‌شوند که برندهٔ مطلق انتخابات، نامزد حائز آرای بیشتر است در این انتخابات ۲۱ حزب با لیست خود شرکت دارند.
۲۶ حوزه انتخابیه شبه‌جزیره کریمه از ۲۲۵ حوزه از ماه آوریل به دلیل الحاق کریمه به فدراسیون روسیه و اشغال بخش‌هایی از استان دونتسک و استان لوهانسک توسط جدایی طلبان به حالت تعلیق درآمده است؛ به همین دلیل حدود ۱۲ درصد از شهروندانی که از سن قانونی برخوردارند نمی‌توانند در انتخابات شرکت کنند.
بنا به گفته مقامات، نتایج انتخابات پارلمان اوکراین، همچنین تعیین تکلیف کرسی‌ها پارلمان رادا تا قبل از ۹ اوت اعلام نخواهد شد؛ و اولین جلسه پارلمان یک ماه پس از آن برگزار خواهد شد.

## تاریخچه
با روی کار آمدن یک دولت غرب‌گرا در اوکراین و ریاست جمهوری «پترو پروشنکو» به عنوان رئیس‌جمهوری این کشور، جدایی کریمه از اوکراین و بروز جنگ داخلی در شرق اوکراین، تنش‌های شدیدی در روابط اوکراین با روسیه به‌وجود آمد.
ابتدا براساس برنامه قرار بود انتخابات در پایان اکتبر ۲۰۱۹ برگزار شود، اما در ۲۱ مه ۲۰۱۹ «ولودیمیر زلنسکی» رئیس‌جمهور منتخب اوکراین پارلمان اوکراین را منحل کرد (درست یک روز پس از مراسم تحلیف خود) او در روز ۲۰ مه پس از ادای سوگند، انحلال پارلمان اعلا (رادا) و برگزاری انتخابات پیش از موعد (دو ماه دیگر) را اعلام کرد و از نمایندگان خواست رئیس سرویس امنیت، دادستان کل و وزیر دفاع این کشور را برکنار کنند.
زلنسکی در این سخنرانی که در پارلمان اوکراین انجام گرفت، از نمایندگان خواست تا دو ماه مانده به پایان دوره نمایندگی خود، قوانین مهمی، از جمله لغو مصونیت پارلمانی را تصویب کنند.
وی بر لزوم استفاده از فهرست باز انتخاباتی، در برگزاری انتخابات رادا تأکید کرد. زلنسکی گفت: «ما دو ماه فرصت داریم. این اقدامات باید قبل از برگزاری انتخابات پیش از موعد، انجام شوند.» زلنسکی خطاب به اعضای دولت کنونی اوکراین نیز گفت، زمان آن فرارسیده تا بساط دولت خود را جمع کرده و جا را برای نسل آینده باز کنند.
دقایقی بعد از سخنرانی زلنسکی، «استپان پولتاراک» وزیر دفاع اوکراین برکناری خود را اعلام کرد، به رغم اعتراض و غیرقانونی خواندن عمل زلنسکی پارلمان اوکراین منحل شد. . در ۱۴ آوریل ۲۰۱۶ «ولادیمیر گرویسمن» که در ۱۴ آوریل ۲۰۱۶ نخست‌وزیر اوکراین شده بود متعهد به برگزاری انتخابات زودرس پارلمان شد.
مسئله مهم دیگری که زلنسکی در مراسم تحلیف خود مطرح کرد، اعلام آمادگی برای توقف درگیری‌های نظامی در شرق اوکراین (منطقه دونباس)، ولی تأکید کرد که برای این کار لازم است تا تمامی اسراء مبادله شوند.
رئیس‌جمهوری جدید اوکراین بار دیگر وعده داد که کی‌یف تلاش خواهد کرد تا مناطق اشغال شده از خاک اوکراین را بازپس بگیرد.

## نظام انتخاباتی دومرحله‌ای
به آن رأی‌گیری دومرحله‌ای یا نظام دومرحله‌ای نیز گفته می‌شود و به نوعی نظام انتخاباتی برای گزینش یک فرد از میان چند نامزد است. اگر هیچ‌کدام از نامزدها در دور اول انتخابات نتوانند حائز مقدار مشخصی از آرا (که معمولاً اکثریتی بین ۴۰٪ تا ۴۵٪ با اختلاف ۵٪ تا ۱۵٪ است) بشوند، آن دسته از نامزدهایی که آرای کمتری نسبت به حد مشخصی از آرا به دست آورده‌اند یا همهٔ نامزدها به جز دو نامزدی که بیشترین رأی را آورده‌اند حذف شده و افراد باقی‌مانده به دور بعدی رقابت می‌روند.
از این نظام انتخاباتی برای انتخاب نمایندگان و رؤسای جمهوری که مستقیماً برگزیده می‌شوند استفاده می‌شود. از این نظام همچنین برای انتخاب شهردارها و تعیین حزب یا ائتلاف اکثریت در شوراهای شهر نیز استفاده می‌شود. رئیس‌جمهور کشور اوکراین، با نظام دومرحله‌ای انتخاب می‌شود.

## نظرسنجی

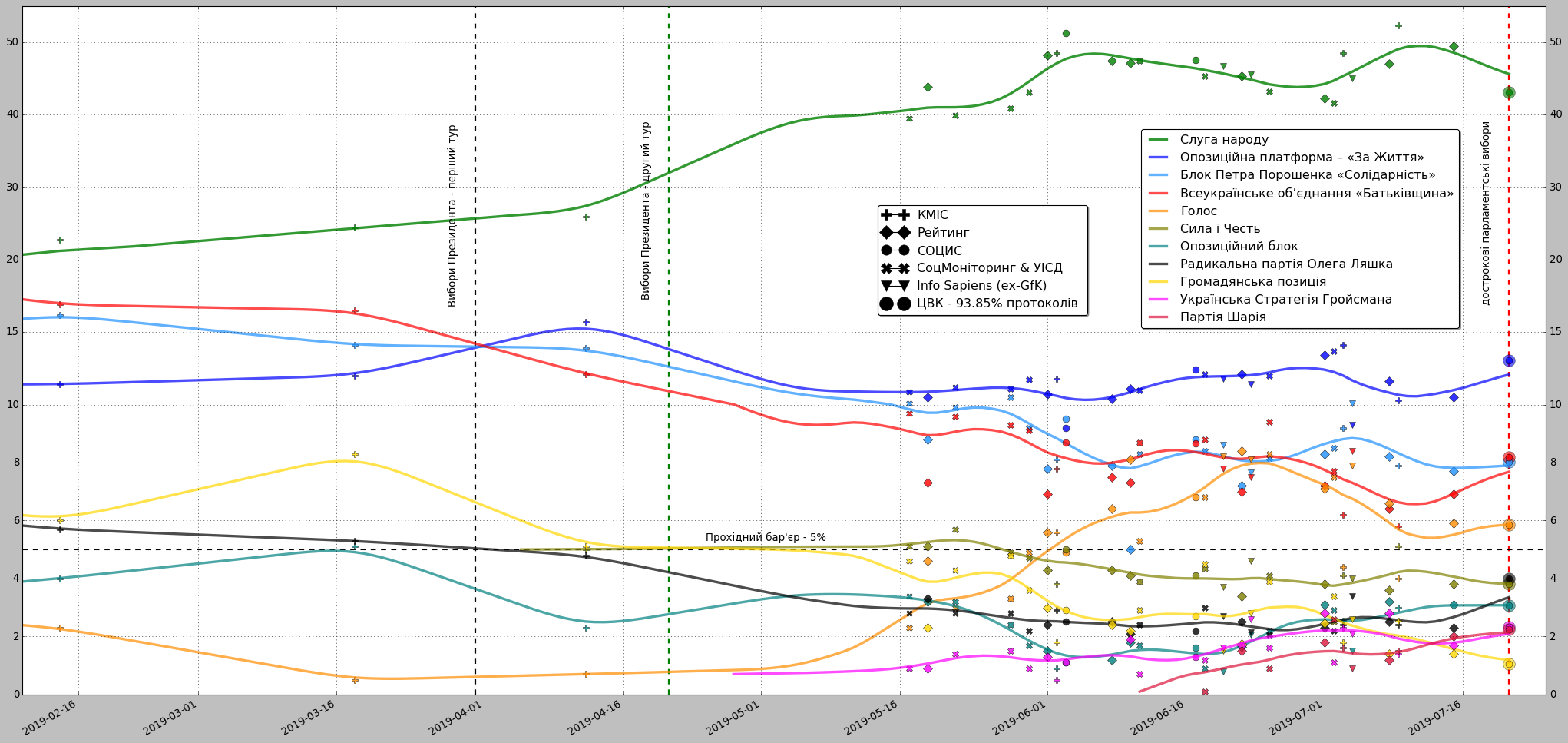
نظرسنجی‌ها قبل از انتخابات مجلس اوکراین

## نتایج

مشارکت در حوزه‌های انتخابیه

مشارکت در مناطق

نتایج آرا انتخابات لیست احزاب مناطق

نتایح آرا مجرد حوزه‌های رای‌گیری

### حمایت انتخاباتی احزاب

خادم ملت
پلتفرم مخالف — برای زندگی
سرزمین پدری
همبستگی اروپایی
صدا